# Bruce Bawer
Bruce Bawer (New York, 31 ottobre 1956) è un critico letterario, scrittore e poeta statunitense omosessuale.
I suoi lavori sono apparsi, tra l'altro, su The New Republic, The Nation, Newsweek, The Wall Street Journal, The New Criterion, The American Spectator e The Hudson Review.
È anche autore di diversi libri quali A Place at the Table: The Gay Individual in American Society, "Prophets and Professors: Essays On the Lives and Work of Modern Poets," e Stealing Jesus: How Fundamentalism Betrays Christianity.  Il suo libro più recente è Surrender: Appeasing Islam, Sacrificing Freedom.
Con il libro While Europe Slept: How Radical Islam is Destroying the West from Within è stato tra i finalisti del National Book Critics Circle Award 2006 nella categoria dei critici.
In Place At the Table era su posizioni centriste vicine a quelle espresse dal President Bill Clinton, e affermò di essere un democratico liberale. In Stealing Jesus Bawer espresse critiche dure, per non dire aspre, verso evangelici, pentecostali ed altre espressioni della cristianità moderna, il premillenarismo e l'apoligia evangelica del capitalismo.
Nel 1998 si è trasferito da New York ad Amsterdam, nella cui società più libertaria sentiva di poter vivere meglio come omosessuale.
Ha conseguito il B.A., M.A. e Ph.D. in English studies presso la State University of New York at Stony Brook, dove ha anche insegnato letteratura e composizione scritta.
Oggi vive con il suo partner ad Oslo.